# Qonaqkənd (Şamaxı)
Qonaqkənd è un comune dell'Azerbaigian situato nel distretto di Şamaxı. Conta una popolazione di 835 abitanti.